# Fiume Roia
Il Fiume Roia è un sito di interesse comunitario (SIC) della Regione Liguria, nell'ambito della Direttiva 92/43/CEE (Direttiva Habitat), designato inoltre come Zona Speciale di Conservazione. Comprende un'area di 120 ettari nel territorio del comune di Ventimiglia, in Provincia di Imperia.

## Territorio

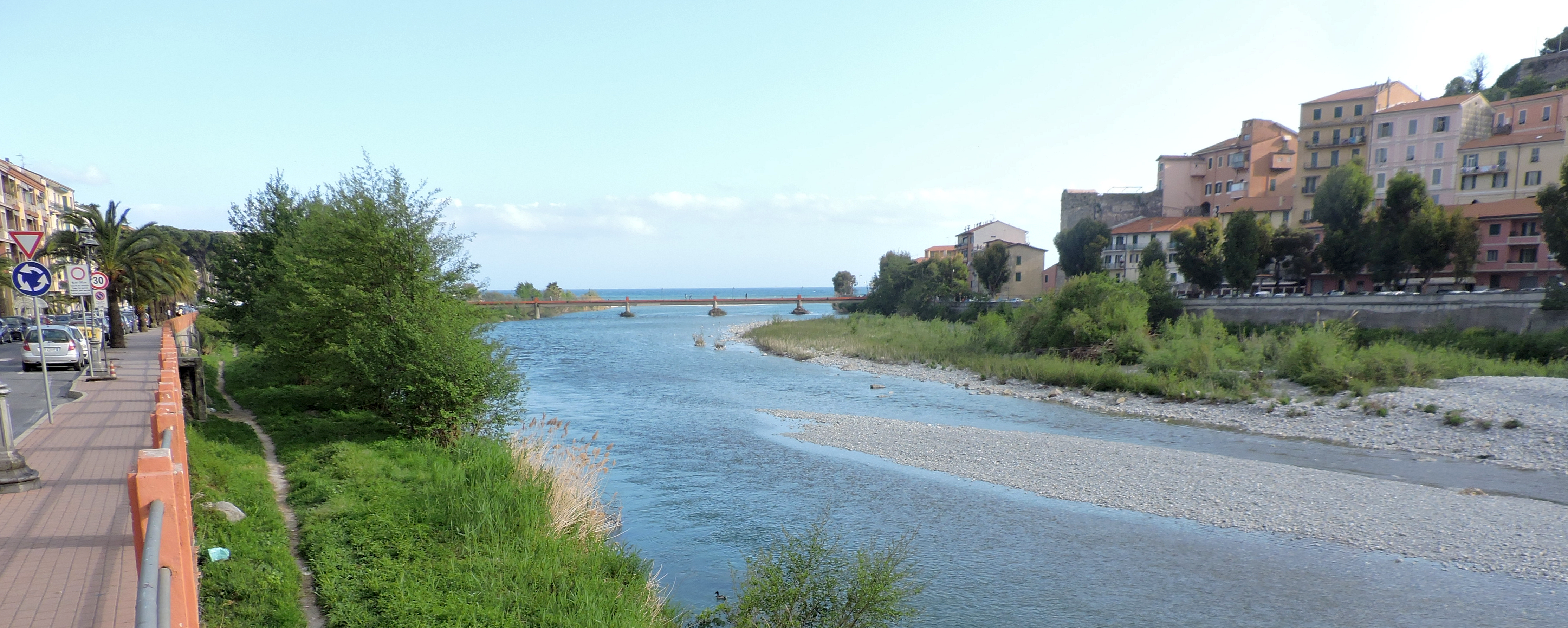
La foce del Roia

Il SIC comprende l'area circostante al tratto finale e alla foce dell'omonimo fiume. Si tratta di una zona densamente abitata, che taglia in due la città di Ventimiglia. Sulla sponda sinistra del fiume si trovano insediamenti urbani, infrastrutture viarie e aree incolte, mentre sulla sponda destra rimangono ancora varie aree coltivate. A livello litologico la zona è costituita da depositi di ciottoli di origine alluvionale. Longitudinalmente il sito si estende verso l'interno per circa 7 km, mentre la sua larghezza media è di circa 150 m.

## Flora e vegetazione

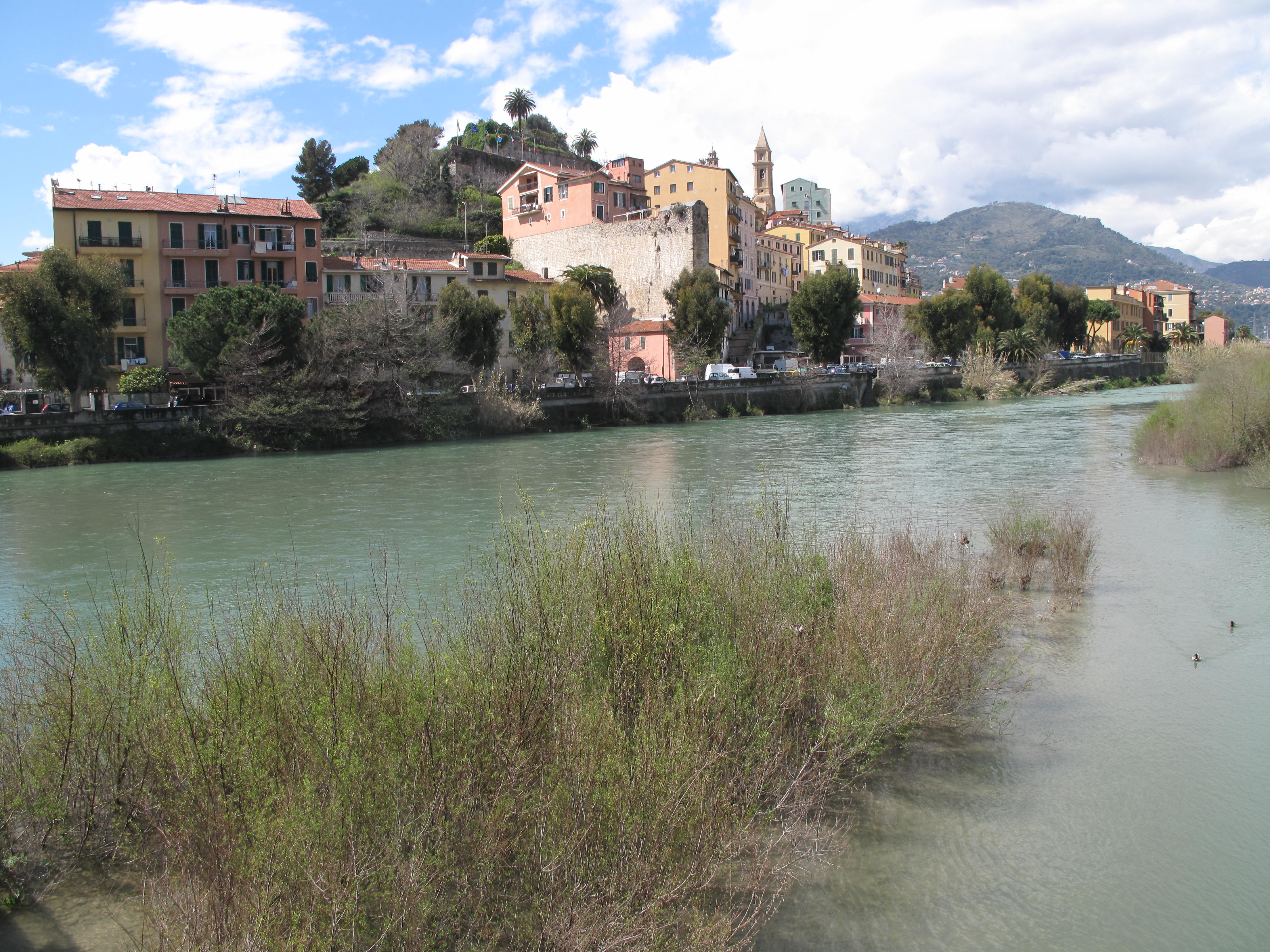
Ventimiglia alta vista dalla riva sinistra del fiume

Nel SIC/ZSC, nonostante la forte antropizzazione, sopravvivono fasce di vegetazione riparia, oltre alle poche specie vegetali in grado di colonizzare i greti fluviali. Interessante è la presenza dell'oleandro, che forse in quest'area si trova allo stato spontaneo.

## Fauna
L'area protetta è importante più che altro perché si tratta di una zona umida, una tipologia di ambiente particolarmente rara in Liguria. Tra le specie alle quali la zona dà rifugio si segnalano tra i rettili Malpolon monspessulanus (il colubro lacertino) e tra gli uccelli acquatici Burhinus oedicnemus (l'occhione) e Recurvirostra avosetta (l'airone rosso).

## Pressioni e minacce
Tra i fattori di rischio per la conservazione della biodiversità nell'area protetta alcuni, forti in passato, si sono con il tempo attenuati, come ad esempio le attività estrattive (estrazione di sabbie e ghiaie), l'inquinamento e l'eccessivo pascolamento da parte di greggi di ovicaprini. Una minaccia che tuttora incombe sul sito è la modifica dello stato delle sponde e dell'alveo del fiume con arginature e l'eventuale realizzazione di opere di regimazione. Relativamente recente è la diffusione di specie invasive vegetali di origine esotica, come Trachemys scripta, nella zona di Varase, e Ailanthus altissima nella parte più a monte del SIC/ZPS. Anche la fauna è minacciata, sia pure in misura non ancora del tutto stimabile, dall'invadenza dei cormorani e dall'immissione di specie ittiche destinate alla pesca amatoriale.